# Stefan Graf (Schauspieler)
Stefan Graf (* 1981 in Flawil) ist ein Schweizer Schauspieler.

## Leben
Stefan Graf erhielt seine Schauspielausbildung von 2004 bis 2008 an der Zürcher Hochschule der Künste. 2007 wurde er beim deutschsprachigen Schauspielschultreffen in Salzburg mit dem Solopreis ausgezeichnet, 2009 erhielt er den Schweizer Nachwuchspreis. Er arbeitete u. a. unter der Regie von Robert Borgmann, Jan Philipp Gloger, Jan-Christoph Gockel, Matthias Fontheim, Uwe Eric Laufenberg, Schirin Khodadadian und Sarantos Zervoulakos.
Von 2008 bis 2014 war Stefan Graf am Staatstheater Mainz engagiert, wo er u. a. als Hoffmann in Gerhart Hauptmanns Vor Sonnenaufgang, in Thorleifur Örn Arnarssons Die göttliche Komödie nach Dante Alighieri, als Nick in Wer hat Angst vor Virginia Woolf?, in Peter Handkes Kaspar sowie in Robert Borgmanns Urfaust nach Goethe zu sehen war. Am Schauspielhaus Zürich spielte er 2008 den Andri in Matthias Fontheims Inszenierung von Andorra. Von 2014 bis 2017 war Stefan Graf festes Ensemblemitglied am Hessischen Staatstheater Wiesbaden.
Seit Mitte 2017 ist er im Ensemble des Schauspiel Frankfurt.

## Theaterrollen (Auswahl)
Staatstheater Mainz
- 2010: Jean in Fräulein Julie von August Strindberg
- 2011: Karl Moor in Die Räuber von Friedrich Schiller
- 2012: Hoffmann in Vor Sonnenaufgang von Gerhart Hauptmann
- 2012: Don Carlos in Don Carlos von Friedrich Schiller

Staatstheater Wiesbaden
- 2015: Christian in Buddenbrooks von Thomas Mann
- 2016: Marquis von Posa in Don Carlos von Friedrich Schiller
- 2016: Mooney in Hangmen von Martin McDonagh
- 2017: Hitler in Mein Kampf von George Tabori

Schauspiel Frankfurt
- 2017: Nihad in Verbrennungen von Wajdi Mouawad
- 2018: Escalus / Mercutio in Romeo und Julia von William Shakespeare
- 2018: Long in Der haarige Affe von Eugene O’Neill

## Filmografie (Auswahl)
- 2009: Der Lottogewinn, Regie: Julian Köberer (Kurzfilm)
- 2010: Einfach mal abschalten, Regie: Matthias Ritters (Kurzfilm)
- 2011: Mord mit Aussicht, Regie: Torsten Wacker (ARD)
- 2012: Jagd, Regie: Christoph Otto (Kurzfilm)
- 2012: Schoedo: Nei, Regie: Tom Kolinski, Pascal Walder (Kurzfilm)
- 2013: Guten Tag, Ramón, Regie: Jorge Ramírez-Suárez (Kinofilm)
- 2014: Die Geschichte des Südwestens, Regie: Saskia Weisheit (SWR)
- 2017: Der Bestatter, Regie: Katalin Gödrös und This Lüscher (SRF/Schweiz)
- 2021: Der Staatsanwalt (Fernsehserie, Folge Erfolgreich, glücklich, tot)